# Tháp Phú Lốc
Tháp Phú Lốc còn có tên gọi là tháp Thốc Lốc, tháp Phốc Lốc, hay tháp Vàng (Tour d'Or) như những nhà nghiên cứu người Pháp đã gọi là một ngôi tháp Chăm Pa cổ hiện còn tồn tại tại làng Phú Thành, Phường Nhơn Thành, Thị xã An Nhơn, tỉnh Bình Định.
Đây là một ngôi tháp thuộc phong cách Bình Định, nhưng đồng thời phong cách kiến trúc có ảnh hưởng một phần từ kiến trúc Angkor của người Khmer

## Hiện trạng
Tháp Phú Lốc được xây dựng trên một đỉnh đồi, so với mặt nước biển thì đỉnh đồi này có độ cao là 76 m. Đồi của tháp Phú Lốc cao hơn tất cả các đồi có tháp ở Bình Định, vì thế tháp Phú Lốc nổi bật lên giữa vùng đồng bằng tỉnh Bình Định như một ngọn hải đăng khổng lồ.
Ngôi tháp này hiện đã bị hư hại nặng, tầng nền bằng đá cao và cả phần nền sảnh ở phía đông đã bị đổ nát hết, tuy nhiên phần tháp chính vẫn hiện rõ.

## Kiến trúc
Như các tháp mang phong cách Bình Định, các cột ốp, đặc biệt là các cột ốp ở góc, các ô dọc giữa các cột ốp nhô mạnh ra và hoàn toàn để trơn. Các cửa giả đều co ba thân và ba tầng như ở các tháp Cánh Tiên và tháp Thủ Thiện. Phần trên các tầng của các cửa giả là vòm cung nhọn khá dài trong như hình mũi giáo, cả hai tầng còn lại phía trên của tháp đều cùng lặp lại kiểu dáng và bố cục của phần thân
Ảnh hưởng của Khmer hiện diện nhiều tại tháp Phú Lốc cũng như các tháp Chăm mang phong cách Bình Định, đó là dùng đá để làm các bộ phận trang trí kiến trúc và đưa tháp lên đồi cao. Ở tháp Phước Lộc, đá được dùng làm các hình áp chân các cột ốp, và làm diềm mái cho thân và các tầng của tháp. Kiến trúc tháp Phú Lốc có nhiều điêu khắc đá, theo nghiên cứu thì tháp thờ thần Siva

## Lịch sử
Tháp Phú Lộc, được xây dựng vào đầu thế kỷ 12, mang phong cách Bình Định. Đây là thời kỳ luôn có sự giao tranh thường xuyên giữa Chăm Pa và vương quốc Khmer, có nghiên cứu cho biết tháp này được xây dựng trong thời kỳ quân đội Khmer đang chiếm đóng kinh đô Vijaya, Bình Định bởi vị vua người Chăm là Vidyanandana do người Khmer dựng nên, vì thế kiến trúc và nghệ thuật Angkor ảnh hưởng rất nhiều trong việc xây dựng tháp này